# Cinema de ação de Hong Kong
O Cinema de acção de Hong Kong é a principal fonte da fama global da indústria de cinema de Hong Kong. Combina elementos do cinema de acção codificado por Hollywood, com as tradições estéticas e de contagem de histórias chinesas, criando uma forma culturalmente distinta que tem, no entanto, um grande apelo transcultural. Em anos recentes, o fluxo inverteu-se um pouco, com filmes de acção norte-americanos e europeus a serem bastante influenciados pelas convenções de gênero honconguesas.
Os primeiros filmes de acção de Hong Kong favoreceram o estilo wuxia, enfatizando o misticismo e a luta de espadas, mas esta tendência foi politicamente suprimida nos anos 30 e substituída por estilos em que se mostrava nos filmes mais kung fu desarmado e realista, frequentemente com o herói popular Wong Fei Hung. Distúrbios culturais do pós-guerra conduziram a uma segunda vaga de fimes wuxia com violência altamente acrobática, seguida pelo aparecimento dos filmes de kung fu mais destemido, pelos quais o estúdio Shaw Brothers se tornou mais conhecido. Os anos 70 viram a ascensão e a morte repentina da superestrela internacional Bruce Lee. Foi sucedido nos anos 80 por Jackie Chan—que popularizou o uso de comédia, acrobacias perigosas, e localizações urbanas e modernas em filmes de acção—e Jet Li, cujas habilidades  wushu genuínas apelaram tanto às audiências orientais com ocidentais. O trabalho inovador de cineastas e produtores como Tsui Hark e John Woo introduziram ainda mais variedade (por exemplo, luta com armas, triades e o sobrenatural). Um êxodo de muitas figuras principais para Hollywood nos anos 90 coincidiu com um declínio na indústria.

## Os primórdios do cinema de artes marciais
O contributo mais característico do mundo sinófono para o cinema de acção é o filme de artes marciais, tendo os mais famosos sido produzidos em Hong Kong. O género apareceu inicialmente na literatura popular chinesa. O início do século XX testemunhou uma explosão do que foi chamado de romances wuxia (habitualmente traduzido como "cavalheirismo marcial"), geralmente serializados em jornais. Estes eram contos de heróicos guerreiros espadachins, muitas vezes com elementos místicos ou fantásticos. Este género foi rapidamente tomado pelos filmes chineses, particularmente na capital cinematográfica da época, Xangai. A partir dos anos 20, filmes wuxia, frequentemente adaptados de romances (por exemplo, The Burning of the Red Lotus Monastery de 1928 e as suas dezoito sequelas) foram extremamente populares e o género dominou o cinema chinês durante vários anos.
O crescimento chegou ao fim nos anos 30, devido à oposição oficial da parte das elites políticas e culturais, especialmente do governo Kuomintang, que via o género como promoção de superstição e anarquia violenta. O cinema Wuxia foi recuperado em Hong Kong, na época uma colónia britânica com uma economia e cultura bastante liberais e uma indústria cinematográfica em desenvolvimento. O primeiro filme de artes marcias em Cantonês, a língua chinesa falada dominante em Hong Kong, foi The Adorned Pavilion (1938).

## Cinema de artes marciais do pós-guerra
No final dos anos 40, distúrbios na China continental—a Guerra Sino-Japonesa, a Guerra Civil Chinesa e a vitórias dos Comunistas—desviaram o centro do cinema sinófono para Hong Kong. A indústria continuou a tradição wuxia em filmes B e serials  em Cantonês, embora o mais prestigiado cinema em mandarim geralmente ignorou o género. Animação e efeitos especiais desenhados directamente na película à mão foram usados  para simular as capacidades de voo e outros poderes preternaturais dos personagens; títulos tardios neste ciclo incluem The Six-Fingered Lord of the Lute (1965) e Sacred Fire, Heroic Wind (1966).
Uma contra-tradição aos filmes wuxia emergiu nos filmes kung fu, também produzidos nesta época. Estes filmes enfatizavam o combate desarmado, mais realista e "autêntico”, em oposição ao combate com espadas e o misticismo característicos do wuxia. O mais famoso actor deste género foi o artista marcial Kwan Tak Hing, que se tornou uma figura heróica avuncular para pelo menos algumas gerações de honkongeses ao representar o histórico herói popular Wong Fei Hung em cerca de uma centena de filmes, desde The True Story of Wong Fei Hung (1949) até Wong Fei Hung Bravely Crushing the Fire Formation (1970). Vários elementos duradouros foram introduzidos ou solidificados por estes filmes: o ainda popular personagem do "Mestre Wong"; a influência da Ópera chinesa com as suas artes marciais e acrobacias estilizadas; e o conceito de heróis de artes marciais como expoentes da ética confuciana.

## WuxiaNew School
Na segunda metade dos anos 60, o maior estúdio da era, Shaw Brothers, inaugurou uma nova geração de filmes wuxia, iniciada com Temple of the Red Lotus (1965) de Xu Zenghong, uma refilmagem do clássico de 1928. Estas produções em mandarim eram mais extravagantes e em cor; o seu estilo era menos fantástico e mais intenso, com violência mais forte e acrobática. Foram influenciadas  por filmes de samurais importados do Japão e pela vaga de romances wuxia "New School" de autores como Jin Yong e Liang Yusheng que teve início nos anos 1950. A tendência pode também ter sido encorajada pela necessidade de reconquistar as audiências locais ao então recentemente popularizado media da televisão.
A “vaga” wuxia New School  marcou  a mudança dos filmes de acção destinados a uma audiência masculina para o centro do cinema de Hong Kong, que por bastante tempo foi dominado por actrizes e géneros idealizados para uma audiência feminina, como romances e musicais. Ainda assim, durante a década de 60 actrizes do cinema de acção  como Cheng Pei-pei e Connie Chan Po-chu atingiram a proeminência a par de actores, como o anterior campeão de natação Jimmy Wang Yu, e continuaram uma velha tradição de mulheres guerreiras presente no género wuxia. Os cineastas mais característicos deste período foram Chang Cheh com One-Armed Swordsman (1967) e Golden Swallow (1968) e King Hu com Come Drink with Me (1966). Hu eventualmente deixou o estúdio  Shaw Brothers para prosseguir a sua própria visão do género wuxia com produções independentes em Taiwan, como o extraordinariamente bem sucedido Dragon Inn (1967, também conhecido como Dragon Gate Inn). Chang continuou no estúdio e permaneceu como o prolífico cineasta do Shaw Brothers até ao princípio dos anos 80.

## A vaga kung fu da década de 1970
Durante o início dos anos 70 o wuxia deu lugar a uma nova renovação do filme de kung fu, mais gráfico, mais destemido e falado em mandarim, que se tornou o género dominante durante toda a década até ao início dos anos 80. Artistas marciais bem treinados como Ti Lung e Gordon Liu tornaram-se algumas das maiores estrelas de cinema, à medida que proporções cada vez maiores da duração dos filmes eram dedicadas a cenas de combate. Chinese Boxer (1970), protagonizado e dirigido por Jimmy Wang Yu, é largamente considerado como o filme que criou esta “explosão” kung fu. Mas mantendo-se na vanguarda, pelos menos inicialmente, esteve o estúdio Shaw Brothers e o cineasta Chang Cheh. Vengeance (1970), de Chang, foi outro filme a popularizar o género, para o qual ele contribuiu com dezenas de filmes, entre eles, The Boxer from Shantung (1972), Five Deadly Venoms (1978) e Crippled Avengers (1979). O cinema kung fu cinema foi especialmente influenciado pela preocupação de Chang com a sua visão dos valores masculinos e amizade masculina; as figuras de guerreiras que tinham sido proeminentes nos filmes wuxia do final dos anos 60ures foram postas de parte, com algumas excepções proeminentes como a popular Angela Mao.
O único competidor de Chang como o cineasta mais influente do género foi o seu coreógrafo de acção de longa data, Lau Kar Leung (Liu Chia Liang em mandarin). Lau começou a realizar os seus próprios filmes para o Shaws Brothers em 1975 com The Spiritual Boxer, um predecessor da comédia de kung fu. Em filmes subsequentes como Executioners from Shaolin (1977), The 36th Chamber of Shaolin (1978), e Legendary Weapons of China (1982), Lau deu ênfase à tradição e filosofia das artes marciais e  procurou dar mais autenticidade e mesmo maior velocidade e complexidade aos combates.
A explosão kung fu foi parcialmente impulsionada por uma enorme popularidade internacional, e não apenas no Oriente asiático. No Ocidente, filmes kung fu importados, dobrados e frequentemente alterados e com título diferente, exibidos como filmes "B" em cinemas urbanos e na televisão, tornaram o cinema de Hong Kong bastante conhecido, embora não necessariamente muito respeitado, pela primeira vez. Em especial, afro-americanos e outras minorias étnicas adoptaram o género (como é exemplificado pelo popular grupo de hip-hop, Wu-Tang Clan) talvez por ser uma fonte de histórias de aventuras com heróis não-brancos quase sem precendente, que além disso revelava uma forte corrente de orgulho étnico e/ou nacionalístico.

### Bruce Lee

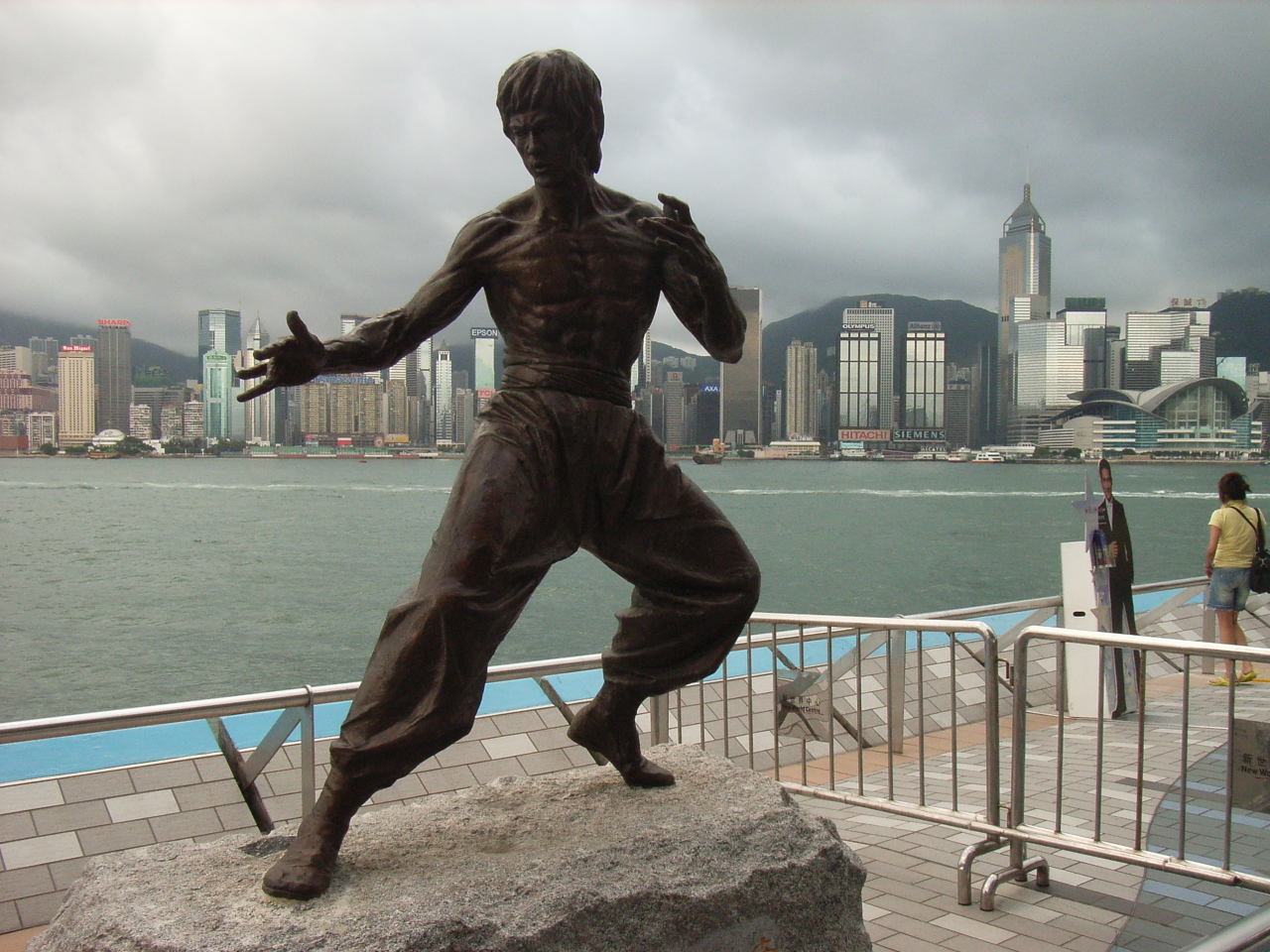
Escultura de Bruce Lee em Hong Kong.

Nenhuma outra figura foi mais responsável por esta fama internacional do que Bruce Lee, um artista marcial e actor, nascido nos Estados Unidos e criado em Hong Kong. Lee completou apenas quatro filmes antes da sua morte aos 32 anos: The Big Boss (1971), Fist of Fury e Way of the Dragon (ambos de 1972) e Enter the Dragon (1973). Mas nesta breve carreira, tornou-se a primeira estrela global de cinema chinesa. O historiador de cinema oriental Patrick Macias atribui o seu sucesso a "(trazer) o espírito guerreiro ao presente… desenvolvendo o seu estilo próprio de luta… e possuir carisma sobre-humano". Os seus primeiros três filmes ultrapassaram os recordes de bilheteiras locais e tiveram sucesso em grande parte do mundo. O filme em língua inglesa  Enter the Dragon, a primeira co-produção entre os Estados Unidos e Hong Kong, fez  90  milhões de dólares a nível mundial, tornando-se o filme com maior sucesso internacional daquela região do globo até então. Para além disso, a sua decisão desde o início de trabalhar para o então recente estúdio Golden Harvest, em vez de aceitar o habitual contrato notoriamente pouco generoso do estúdio Shaws, foi um factor que contribuiu par a subida meteórica do Golden Harvest e o declínio do Shaw.
No seguimento da morte prematura de Lee, emergiu uma pequena indústria  de falsos filmes de Lee, com protagonistas que adoptavam nomes semelhantes (Bruce Li, Bruce Lai, etc.), ou cenas não utilizadas de Lee, ou alguma combinação de ambos. A moda passageira fez pouco para criar respeito da maioria da audiência no Ocidente pelo relativamente novo fenómeno do cinema de artes marciais. Mas apesar do tratamento póstumo, Lee continua a lançar uma longa sombra sobre o cinema de Hong Kong.

### Jackie Chan e a comédia de kung fu
O único actor chinês a rivalizar a fama global de Lee é Jackie Chan. Como muitos actores de kung fu da sua época, Chan treinou na Ópera de Pequim e iniciou-se no cinema como duplo, notavelmente em alguns filmes de Lee. Durante algum tempo, foi preparado por Lo Wei, realizador de The Big Boss e Fist of Fury, para ser outro “clone” de Bruce Lee em vários filmes, incluindo New Fist of Fury (1976), com pouco sucesso. Mas em 1978, Chan fez equipa com o coreógrafo de acção Yuen Woo Ping no primeiro trabalho de realização de Yuen, Snake in the Eagle's Shadow. A mistura resultante de comédia física e acção kung fu deu a Chan o seu primeiro sucesso e os rudimentos do que se viria a tornar o seu estilo característico. O filme seguinte de Chan com Yuen, Drunken Master (também de 1978), e a sua estreia na realização, Fearless Hyena (1979), foram também grandes sucessos e cimentaram a sua popularidade
Embora estes filmes não tenham sido as primeiras comédias de kung fu, lançaram uma moda que ajudou a revigorar o género kung fu. Particularmente notáveis neste sentido, foram dois colegas de infância de Chan na Escola de ópera de Pequim, Sammo Hung e Yuen Biao, que também fizeram carreira nesta especialidade, às vezes nos mesmos filmes que Chan. Hung, assinalável pelo aparente paradoxo do seu corpo com excesso de peso e agilidade física, também se tornou conhecido como realizador e coreógrafo de acção desde cedo, com filmes como Enter the Fat Dragon (1978).

## Reinventado o cinema de acção
As “palhacices” de Chan podem ter ajudado a prolongar a vida da vaga kung fu por vários anos. Ainda assim, Jackie Chan tornou-se uma estrela no final da explosão kung fu, e iria em breve ajudar a colónia britânica a avançar para um novo tipo de acção. Na década de 1980, ele e vários colegas iriam criar um cinema pop honconguês mais espectacular e polido que iria competir com sucesso com os  blockbusters de Verão  pós-Star Wars dos Estados Unidos.

### Jackie Chan e o filme moderno de kung fu

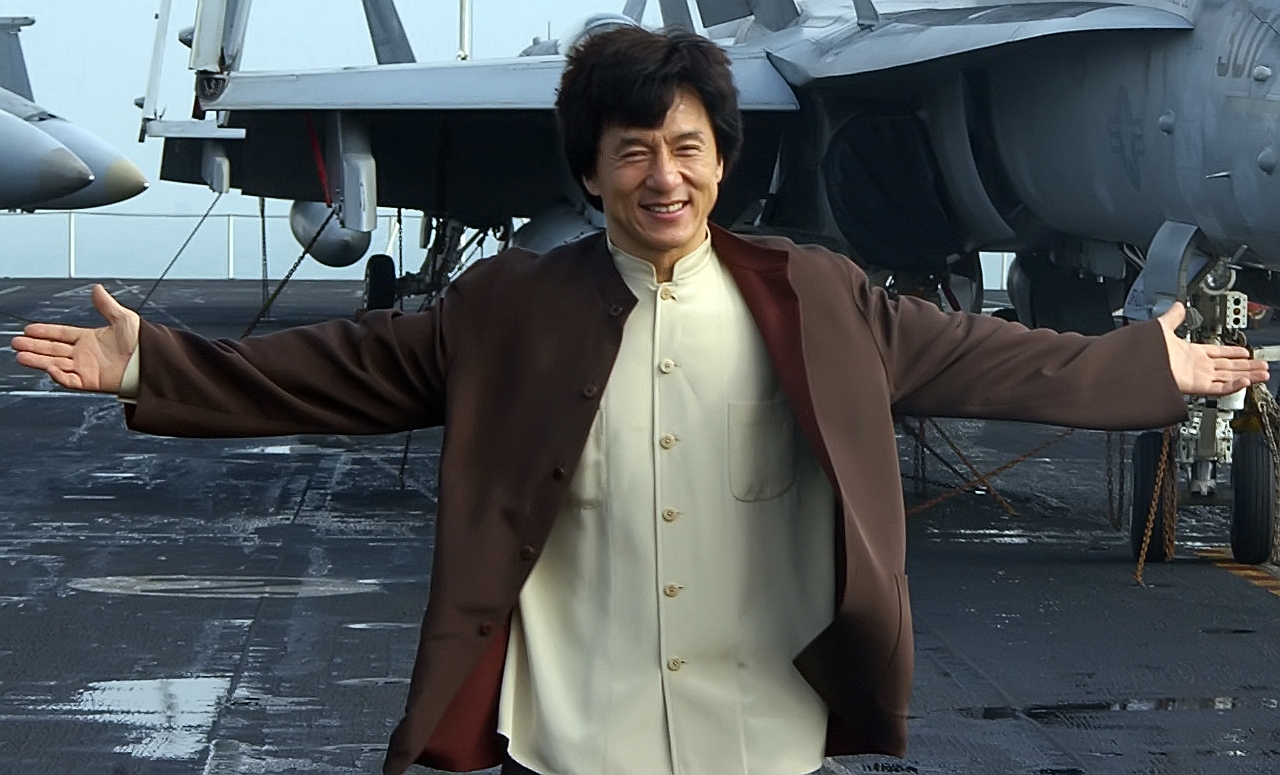
Jackie Chan.

Em 1983, Chan desenvolveu a sua participação em filmes de acção que, embora ainda usassem artes marciais, eram menos limitados em alcance, cenário e enredo. O seu primeiro filme nesta veia, Project A, testemunhou a formação oficial da Jackie Chan Stunt Team e acrescentou  acrobacias bastante elaboradas e perigosas às lutas e ao habitual humor slapstick (a certo ponto, Chan cai do topo de uma torre de relógio através de uma série de dosseis de tecido). Esta nova formula fez mais de 19 milhões de dólares de Hong Kong .
Chan continuou a levar esta abordagem – e os orçamentos – a novas alturas em êxitos como Police Story (1986). Neste filmes vê-se Chan pendurado num autocarro em andamento, deslizando por um varão coberto de lâmpadas a explodir, e destruindo grande parte de um centro comercial e de um bairro de lata na encosta de um monte. A sequela de 1988 pedia explosões a uma escalar semelhante à de muitos filmes de Hollywood e feriu seriamente a protagonista Maggie Cheung – um risco profissional a que Chan já se tinha habituado. Desta forma, Jackie Chan criou o modelo para a comédia de acção urbana contemporânea dos anos 80, combinando polícias, kung fu e todo o material capaz de magoar um ser humano de uma cidade moderna, com o seu vidro, metal e veículos a alta velocidade.

### Tsui Hark e Cinema City
A mudança de Chan em direcção de filmes de larga escala teve paralelo nos trabalhos de Cinema City, a companhia de produção criada em 1980 pelos comediantes Raymond Wong, Karl Maka e Dean Shek.  Com filmes como a paródia de espionagem Aces Go Places (1982) e suas sequelas, Cinema City ajudou a tornar os efeitos especiais modernos, gadgets de estilo James Bond e grandes acrobacias em veículos parte da linguagem da indústria. O director/produtor Tsui Hark teve influência na formação e desenvolvimento do estilo Cinema City enquanto lá trabalhou de 1981-1983 mas viria a ter ainda mais impacto depois de sair.  Em filmes como Zu Warriors from the Magic Mountain (1983) e A Chinese Ghost Story (1987, dirigido por Ching Siu-tung), continuou a desafiar as fronteiras dos efeitos especiais de Hong Kong.  Liderou a mudança do estilo rude e pronto de câmera do kung fu dos anos 1970 para um visual mais brilhante e sofisticado e uma edição ainda mais rápida.

### John Woo e os filmes de tríades
Como produtor, Tsui Hark facilitou a criação do paradigmático filme de heroic bloodshed de John Woo, A Better Tomorrow (1986).  A saga de polícias e tríades (gangsters chineses) de Woo combinou combates com armas imaginativamente coreografados (e extremamente violentos) com um intensificado melodrama emocional, por vezes parecendo uma versão moderna dos filmes de kung fu dos anos 70 feitos pelo mentor de Woo, Chang Cheh.  A fórmula bater outro recorde de bilheteiras.  Deu também início à hesitante carreira de um dos protagonistas, Chow Yun-Fat, que do dia para noite se tornou um dos ídolos mais populares de Hong Kong  e o actor mais utilizado por John Woo.
Durante o resto dos anos 1980 e até ao início dos anos 1990, um dilúvio de filmes de Woo e outros explorou território semelhante, muitas vezes com um estilo visual e temática parecidos.  Eram habitualmente caracterizados por uma ênfase nos laços fraternos de dever e afecto entre os protagonistas criminosos. O outro mais notável auteur dentro desta temática foi Ringo Lam, com uma visão menos romantizada, em filmes como City on Fire, Prison on Fire (ambos de 1987), e Full Contact (1992), todos com Chow Yun-Fat.  O género e seus criadores foram acusados em alguns quadrantes de glorificar cobardemente as tríades da vida real, cujo envolvimento na indústria cinematográfica era notório.

### A vaga wire fu
À medida que os filmes de tríades iam perdendo a força o início da década de 90, os  filmes históricos de artes marciais regressavam como o género de acção favorito. Mas este era um novo cinema de artes marciais que tirava todo o partido dos avanços tecnológicos bem como dos maiores orçamentos conseguidos pelo domínio de Hong Kong sobre os cinemas de toda a região. Estas produções opulentas eram usualmente adaptadas dos romances wuxia mais fantásticos, com guerreiros voadores a combater em pleno ar. Os actores eram amarrados em fios ultrafinos que os permitiam fazer cenas de acção de desafiavam a gravidade, uma técnica conhecida pelos fãs ocidentais, às vezes depreciativamente, como wire fu.
Como de habitual, Tsui Hark liderou este novo género. A sua produção Swordsman (1990) restabeleceu os romances wuxia Jin Yong como  fontes favoritas para adaptações cinematográficas (as adaptações televisivas já eram ubíquas há bastante tempo). Dirigiu  Once Upon a Time in China (1991), que ressuscitou  o herói popular Wong Fei Hung. Ambos os filmes foram seguidos por sequelas e várias imitações, muitas vezes protagonizadas pelo campeão de wushu da China Continental Jet Li, que se tinha tornado a mais recente estrela com o seu desempenho como Wong. Recebeu um prémio especial para uma pessoa da China continental no Golden Horse Film Festival de 1995, em Taipé. A outra estrela deste subgénero foi a actriz Brigitte Lin, nascida em Taiwan. Fez uma especialidade improvável do tipo mulher guerreira andrógina, como o vil eunuco em The Swordsman 2 (1992), epitomizando a frequentemente notada fascinação da fantasia de artes marciais com a instabilidade de género.

## Influência no Ocidente
Todos estes desenvolvimentos não tornaram apenas Hong Kong o cinema dominante no Leste asiático, mas também reavivaram o interesse ocidental. A partir da reduzida mas resistente subcultura do cinema de kung fu, Jackie Chan e filmes como Peking Opera Blues (1986) de Tsui Hark estavam já a criar uma audiência de culto quando The Killer (1989) de John Woo teve uma passagem limitada mas bem sucedida nos Estados Unidos, abrindo as comportas. Nos anos 90, ocidentais com um olho na cultura "alternativa" tornaram-se ums visão comum em lojas de vídeo e cinemas de Chinatowns, e gradualmente os filmes foramse tornando disponíveis no mercado de vídeo mainstream  e mesmo ocasionalmente em cinemas mainstream. Críticos e académicos de cinema ocidentais começaram a levar o cinema de acção de Hong Kong a sério e a tornar muitas figuras-chave e filmes parte do seu canon de cinema internacional.
A partir daqui, Hong Kong passou a definir um novo vocabulário no cinema de acção mundial, com a ajuda de uma nova geração de cineastas norte-americanos. Quentin Tarantino inspirou-se em City on Fire para fazer Reservoir Dogs (1992) e o seu filme em duas partes Kill Bill (2003-04) foi em grande medida uma homenagem ao filme de artes marciais, tendo Yuen Woo-Ping como coreógrafo de luta e actor. Desperado (1995) e a sua sequela de 2003 Once Upon a Time in Mexico, ambos de Robert Rodriguez, emulam os maneirismos visuais de John Woo. A trilogia de ficção científica e acção The Matrix (1999-2003) das irmãs Wachowski inspirou-se em Woo e filmes wire fu e ainda teve Yuen atrás do ecrã.

## Saída de muitas das principais figuras
Devido ao recém encontrado reconhecimento dos filmes de Hong Kong durante os anos  1980 e o início dos anos 1990 e uma evolução económica negativa na indústria durante a década de 1990, muitas das figuras de proa do cinema de Hong Kong foram para Hollywood, que oferecia orçamentos e salários que as produtoras de Hong Kong não conseguiam igualar.
John Woo partiu para Hollywood após o seu filme de 1992 Hard Boiled. Face/Off (1997), já feito nos Estados Unidos, foi a incursão que instituiu o seu estilo único em Hollywood, tendo sido imensamente popular tanto junto dos críticos como do público (fez mais de 240 milhões de dólares a nível mundial).  Mission Impossible II (2000) teve ainda mais sucesso, 560 milhões de dólares mundialmente, mas foi detestado pelos críticos. Desde estes dois filmes, Woo tem tido dificuldade em repetir os seus sucessos dos anos 80 e princípios de 90.
Após mais de quinze anos de sucesso no cinema de Hong Kong e algumas tentativas de entrar no mercado estado-unidense, o filme de Jackie Chan Rumble in the Bronx (1995) trouxe-lhe finalmente o reconhecimento nos Estado Unidos. Desde então, tem feito vários filmes bem sucedidos incluindo Rush Hour (1998), Shanghai Noon (2000), e as suas respectivas sequelas. Entre os seus filmes para estúdios estado-unidenses, Jackie Chan ainda faz filmes para os estúdios de Hong Kong, às vezes em inglês  (Mr. Nice Guy e Who Am I?), frequentemente ambientados em países ocidentais como a Austrália ou os Países Baixos, e às vezes em  cantonês  (New Police Story de 2004 e  The Myth de 2005). Por causa da sua enorme popularidade nos Estados Unidos, estes filmes são normalmente distribuídos aí, uma raridade para filmes honcongueses, atraindo geralmente um número de audiências respeitável.
Jet Li reduziu a sua presença no cinema de Hong Kong desde  Hitman de 1998, concentrando-se ao invés em Hollywood. Após um pequeno papel em Lethal Weapon 4 (1998), Jet Li tem participado em vários filmes de Hollywood, com um sucesso respeitável, tornando-se um actor reconhecido pelas audiências estado-unidenses. Até agora, regressou ao cinema chinês para apenas dois filmes: Hero (2002) e Fearless (2006). Segundo o próprio,  Fearless seria o seu último filme tradicional de kung fu. Chow Yun-Fat também se mudou para Hollywood. Apos o seu filme de 1995 Peace Hotel, fez vários filmes em Hollywood que não tiveram tanto sucesso como os de Jet Li: estes incluem The Replacement Killers (1998), The Corruptor (1999), Anna and the King (1999) e Bulletproof Monk (2003). Regressou à China em 1999 para o Crouching Tiger, Hidden Dragon.

## Tendências recentes
A indústria cinematográfica de Hong Kong tem passado por uma severa crise desde meados dos anos 1990. O número de filmes produzidos, e as suas receitas nas bilheteiras, estão reduzidos dramaticamente ; importações estadunidenses dominam actualmente de uma forma quase sem precedentes. Esta crise e o maior contacto com o cinema ocidental têm sido provavelmente as maiores influências no recente cinema de acção de Hong Kong.
Atrair as jovens audiências locais e regionais e afastá-las de Hollywood é uma preocupação constante. Os filmes de acção são agora geralmente protagonizados por  ídolos da música pop cantonesa, como Ekin Cheng e Nicholas Tse, e melhorados com fios e efeitos digitais  - uma tendência também impulsionada pelo desaparecimento de uma anterior geração de actores com treino de artes marciais. No final dos anos 1990 testemunhou-se uma moda de estrelas de Cantopop em filmes de acção estilo Hollywood  e high-tech, como  Downtown Torpedoes (1997), Gen-X Cops e Purple Storm (ambos de 1999).
A adaptação wuxia da BD/HQ The Storm Riders (1998) de Andrew Lau bateu o recorde de bilheteiras e iniciou uma era de imagens geradas por computador, anteriormente pouco utilizadas no cinema de Hong Kong. As extravagâncias com CGI  de Tsui Hark, Time and Tide (2000) e  The Legend of Zu (2001), foram, no entanto, surpreendentemente mal sucedidas. A megaestrela de comédia e realizador Stephen Chow usou efeitos digitais para levar a sua típica afectuosa paródia das convenções de artes marciais a um nível de desenho animado em Shaolin Soccer (2001) e Kung Fu Hustle (2004), cada um dos quais estabeleceu um novo recorde de bilheteira.
Em um estilo diferente, estiveram uma série de filmes de crime mais contidos e centrados nos protagonistas do que os anteriores filmes inspirados por John Woo. A companhia de produção Milkyway Image esteve na vanguarda com exemplos como Expect the Unexpected (1998) de Patrick Yau, The Mission (1999) e  Running Out of Time (2000) de Johnnie To. O enorme sucesso da trilogia Infernal Affairs (2002-2003) de Andrew Lau e Alan Mak, iniciou uma mini-moda de thrillers.
Colaboração com outras indústrias, particularmente da China continental, é outra estratégia de sobrevivência e recuperação bastante comum. Actores e outros profissionais de Hong Kong têm estado envolvidos em sucessos internacionais de wuxia como Crouching Tiger, Hidden Dragon (Taiwan, 2000) e Hero (China, 2002).